# Cato Vernée-Schuitemaker
Catharine Johanna 'Cato' Vernée-Schuitemaker (Medemblik, 6 november 1850 – Utrecht, 29 juli 1919) was een Nederlandse feminist en publicist. Zij publiceerde onder de naam Johanna tussen 1888 en 1894 artikelen en brochures over huwelijksrecht, vrouwenkiesrecht en onderwijs voor meisjes, met voor haar tijd vooruitstrevende ideeën. Zij wordt gerekend tot de eerste feministische golf maar was na 1894 niet meer actief bij de vrouwenbeweging betrokken. 

## Biografie
Cato Schuitemaker was de dochter van Dirk en Petronella Schuitemaker. Haar ouders hadden een kruidenierszaak. Zij woonde als kind in Medemblik, Alkmaar en Hoorn. Haar vader stierf toen zij 15 was; daarna dreef haar moeder de zaak. Op 22 april 1873 trouwde ze met Leonard Vernée, die eerst commissaris van politie was in Amsterdam, en later in Scheveningen. Ze kregen twee dochters. Op 25 juni 1886 scheidden zij van tafel en bed.
Schuitemaker was een nicht van Johanna Schingen Hagen, de vrouw van de socialistische voorman Ferdinand Domela Nieuwenhuis. Na haar dood in 1884 werd Schuitemakers moeder Petronella huishoudster bij Domela Nieuwenhuis. In juni 1886, na haar scheiding van tafel en bed, ging Schuitemaker met haar dochters in de Haagse Riouwstraat wonen, niet ver van het huis van de familie Domela Nieuwenhuis. Er was veel contact tussen beide gezinnen en er circuleerden geruchten over een relatie tussen Schuitemaker en Domela Nieuwenhuis. In de pers werd ze zijn aanstaande vrouw genoemd.
In 1887 werd Domela Nieuwenhuis veroordeeld tot een gevangenisstraf van een jaar, die hij in Utrecht moest uitzitten. Schuitemaker bezocht hem in de gevangenis en fungeerde als contactpersoon tussen Domela Nieuwenhuis en de buitenwereld. Zij woonde tijdens zijn gevangenschap een tijd met haar dochters in zijn huis. Om te voorkomen dat haar man (ze was nog steeds niet formeel gescheiden) de kinderen bij haar zou laten weghalen, ging ze na enige tijd echter weer zelfstandig wonen.

## Publicist
In 1888 publiceerde Schuitemaker onder het pseudoniem Johanna de brochure Oproeping aan de vrouwen. Hierin protesteerde ze, ook op basis van haar eigen ervaringen, tegen het huwelijksrecht van haar tijd; in haar visie maakte de wet getrouwde vrouwen rechteloos. In haar brochure riep ze vrouwen op om zich te verenigen tegen hun uitsluiting van het kiesrecht. Met deze oproep liep ze voor op de socialistische beweging, die vrouwen wel bij de socialistische zaak wilde betrekken, maar niet voor hun rechten wilde opkomen. Ook was het een van de eerste keren in Nederland dat een vrouw zich uitsprak over zaken als regulering van prostitutie.
In september 1890 kwam het tot een breuk tussen Schuitemaker en Domela Nieuwenhuis, die te maken had met een breder conflict binnen de Sociaal-Democratische Bond. Zij verhuisde met haar dochters naar Genève. In 1892 publiceerde ze de brochure Het recht der vrouw, waarin ze pleitte om het vrouwenkiesrecht niet ondergeschikt te maken aan het streven naar algemeen mannenkiesrecht. Zij was het niet eens met het gangbare socialistische standpunt dat invoering van het mannenkiesrecht vanzelf zou leiden tot kiesrecht voor vrouwen.
In 1893 werd Schuitemaker medewerker van het door Wihelmina Drucker en Theodore Haver opgerichte weekblad Evolutie. Zij publiceerde artikelen over de vrouwenbeweging in Zwitserland, over onderwijs voor vrouwen, en over vrouwenkiesrecht. Datzelfde jaar kwam ze uit Zwitserland terug naar Nederland en ging in Bussum wonen. Zij werd in Nederland niet meer actief in de vrouwenbeweging en heeft na 1894 ook niets meer gepubliceerd.
In 1897 werd uiteindelijk haar huwelijk met Vernée definitief ontbonden. Van 1903 tot haar dood in 1919 woonde ze in Utrecht. 

## Publicaties
- Een oproeping aan de vrouwen (Den Haag, 1888);
- Het kiesrecht der vrouw in: Recht voor Allen, 13 juni 1888;
- Het recht der vrouw (Sneek, 1892);
- Zwitsersche brieven in: Evolutie, jrg. 1, nr. 5, 3 mei 1893,
- De invloed van de ontwikkeling der vrouw op het huisgezin, I-III.in: Evolutie, jrg. 1, nr. 25, 20 september 1893, nr. 26, 27. september.1893,  nr. 28, 11. oktober.1893
- Meisjes Gymnasia in: Evolutie, jrg. 1, nr. 35, 29 november 1893
- De Vrouwen en het ontwerp-Tak in: Evolutie, jrg. 1, nr. 52, 29 maart 1894
- De Heer de Koo en het Vrouwenkiesrecht in: Evolutie, jrg. 2, 1894-1895, 243-245.